# Vieux Lyon
Vieux Lyon (letteralmente “Vecchia Lione”) è il distretto medievale e rinascimentale di Lione. Si trova ai margini della Saona, ai piedi della collina di Fourvière, sulla riva destra del fiume. È uno dei centri abitati più grandi di questo periodo medievale e rinascimentale (assieme a Venezia) rimasto intatto fino ad oggi.
L'intera Vieux Lyon si estende ai piedi della collina di Fourvière, per oltre trenta ettari, conta cinquecento edifici, tremila unità abitative e settemila abitanti.

## Vecchia Lione, tre quartieri

### Saint-Georges a sud
Il quartiere di Saint-Georges era un tempo l'estremità meridionale di Lione e comunicava con l'esterno attraverso la Porte Saint-Georges, ora non più esistente. Questo distretto era l'habitat originale dei canut, prima che si trasferissero a La Croix-Rousse per poter ospitare i loro nuovi telai Jacquard che richiedevano soffitti alti oltre quattro metri.

#### Luoghi importanti
- Place Benoît-Crépu (ex Port du Sablet)
- Chiesa di San Giorgio

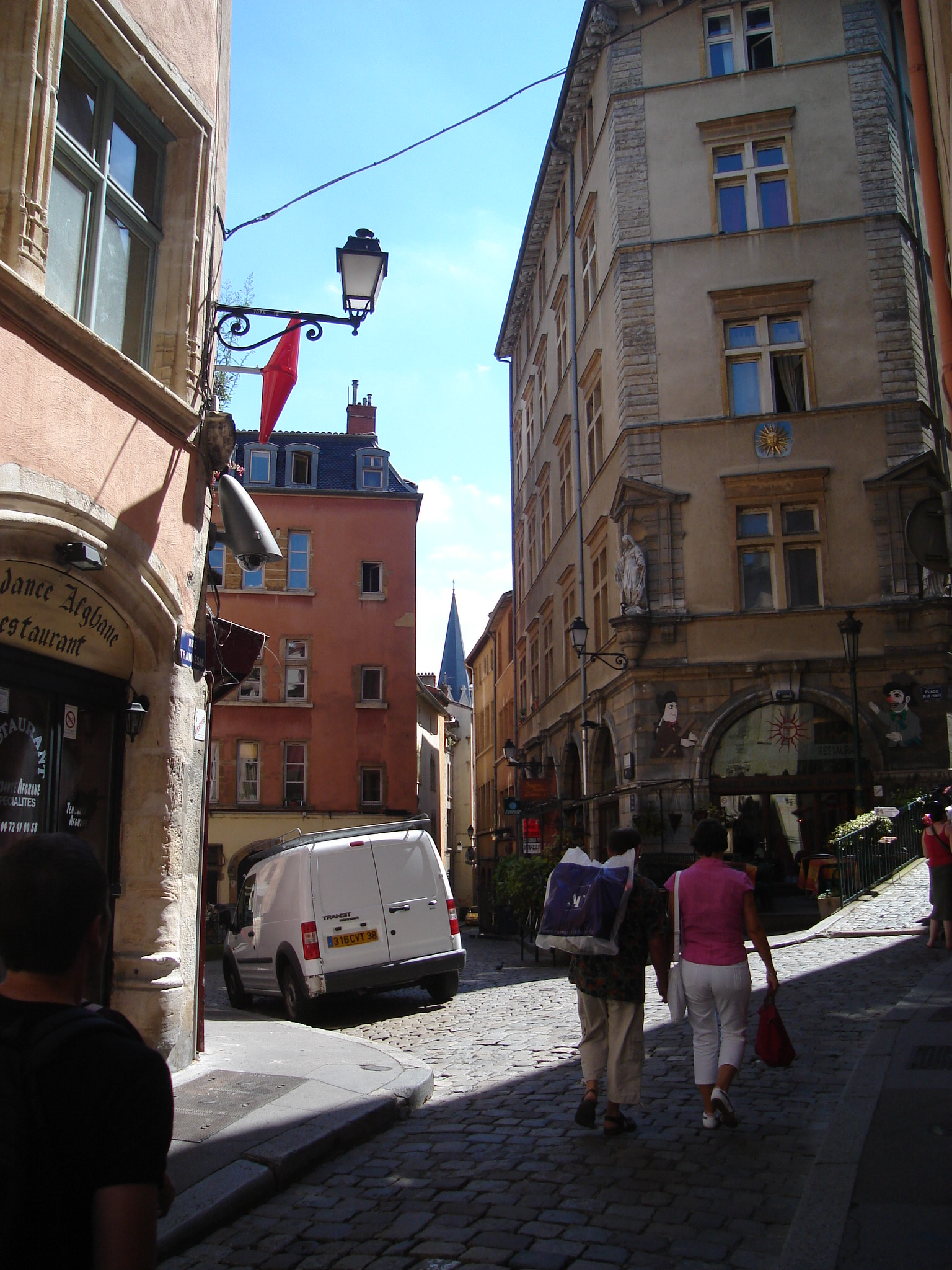
Place de la Trinité e il quartiere Saint-Georges con la sua chiesa sullo sfondo.
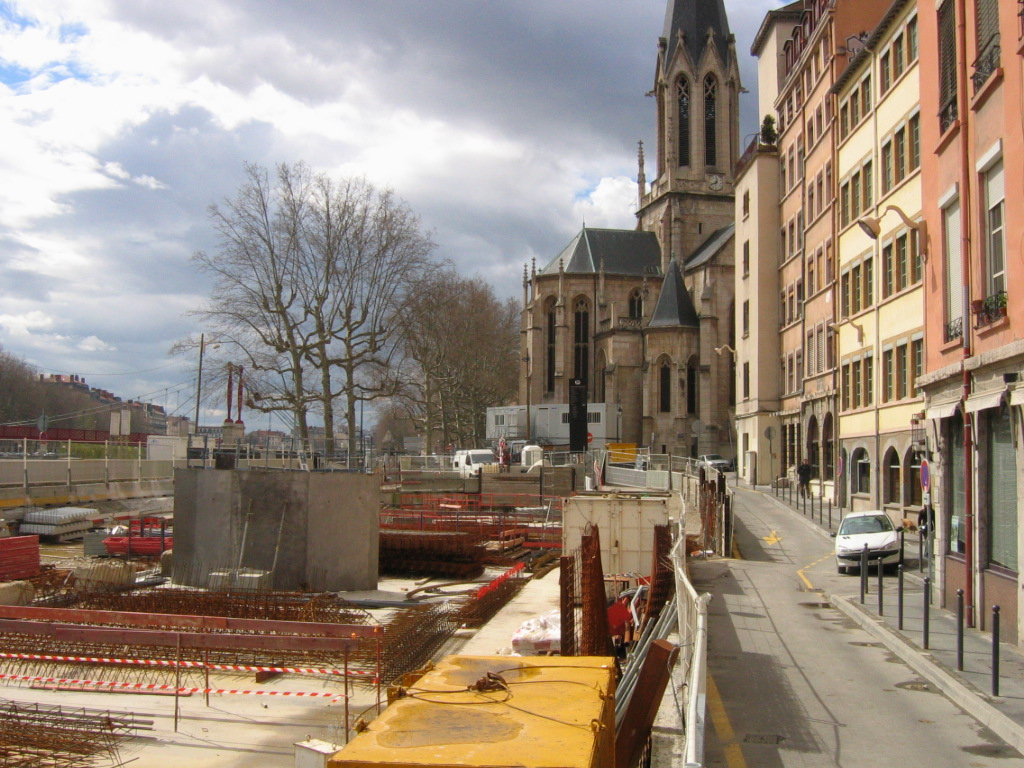
Place Benoît Crépu in costruzione
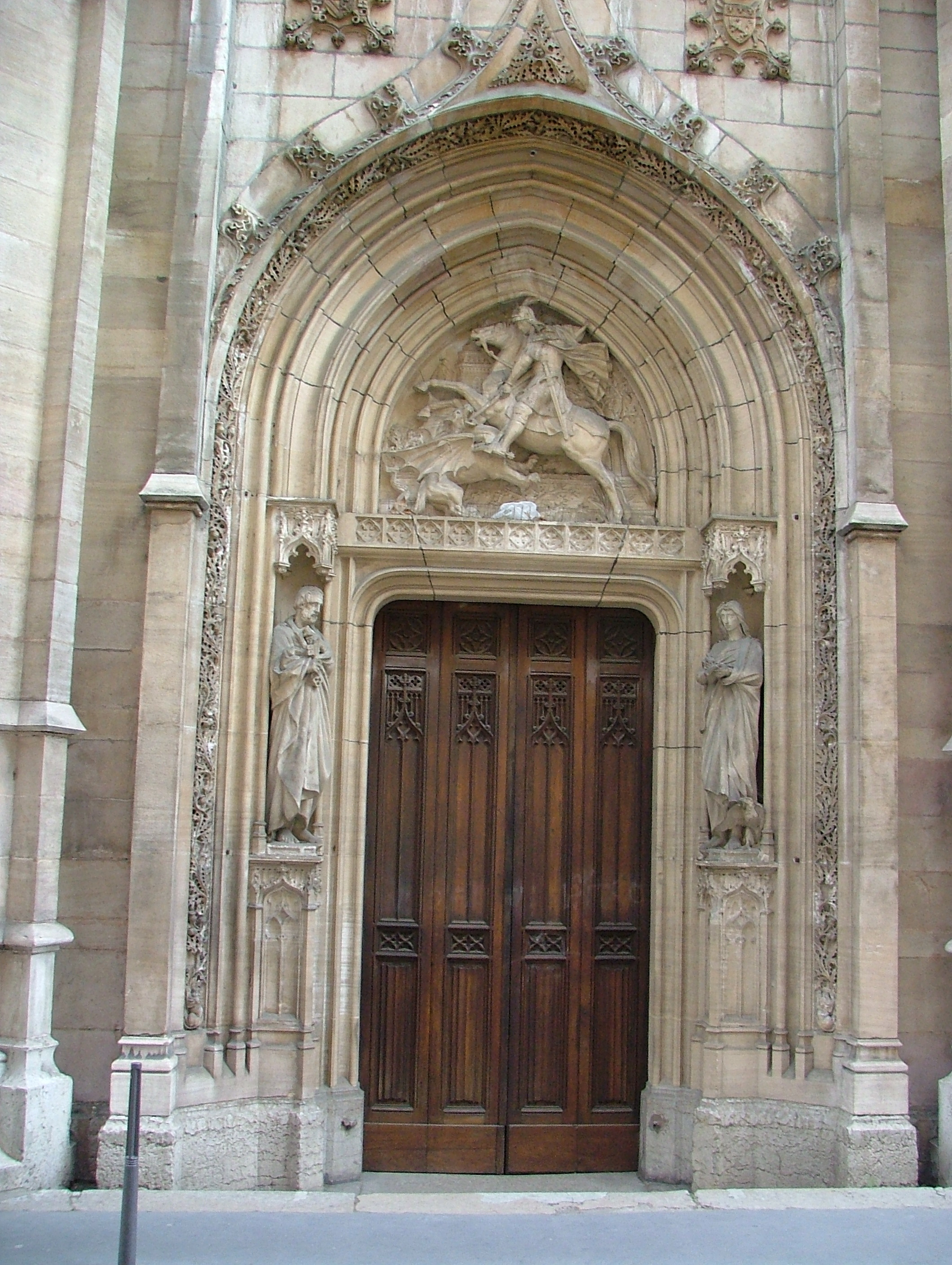
Il portale della chiesa
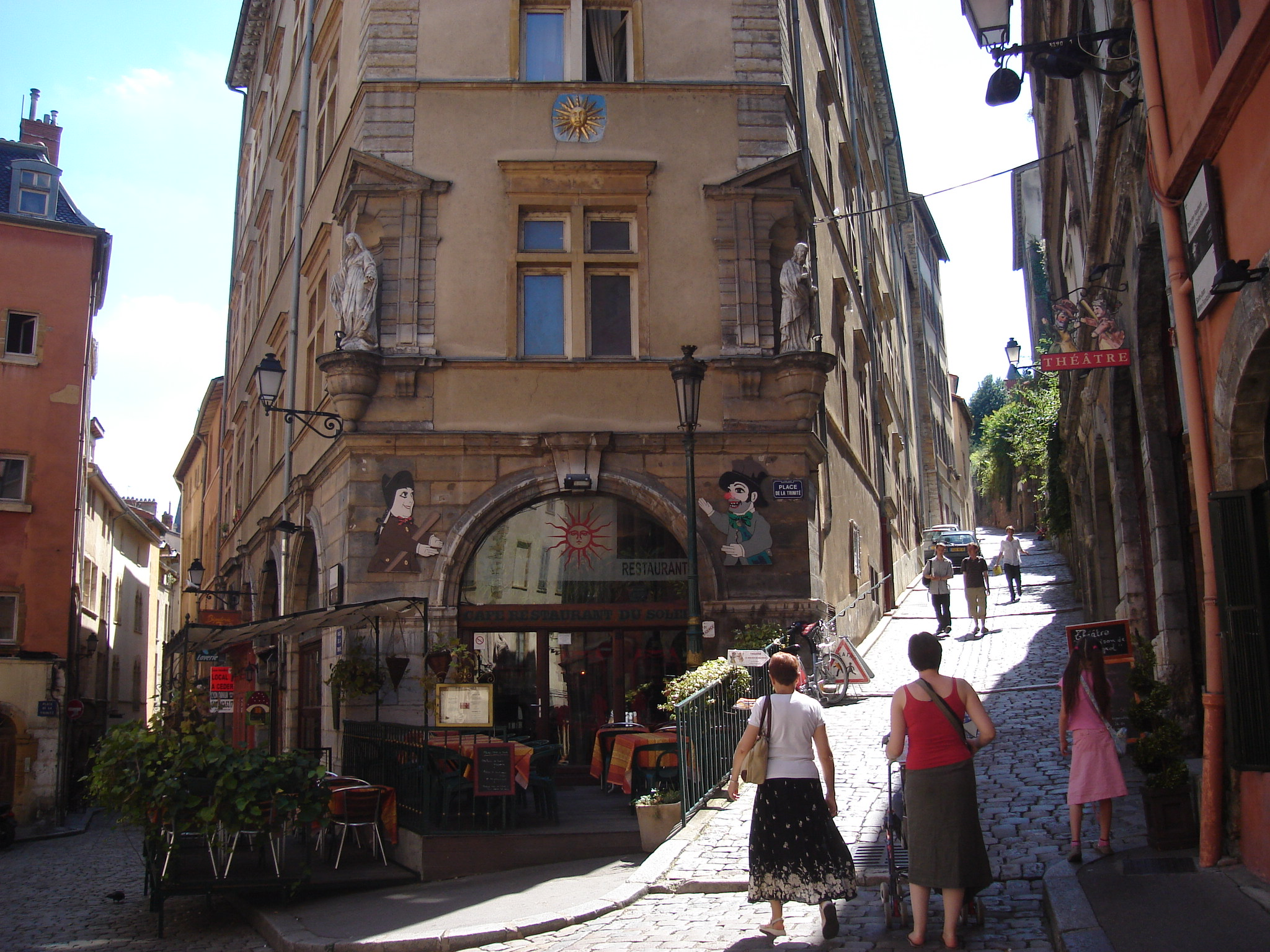
Place de la Trinité
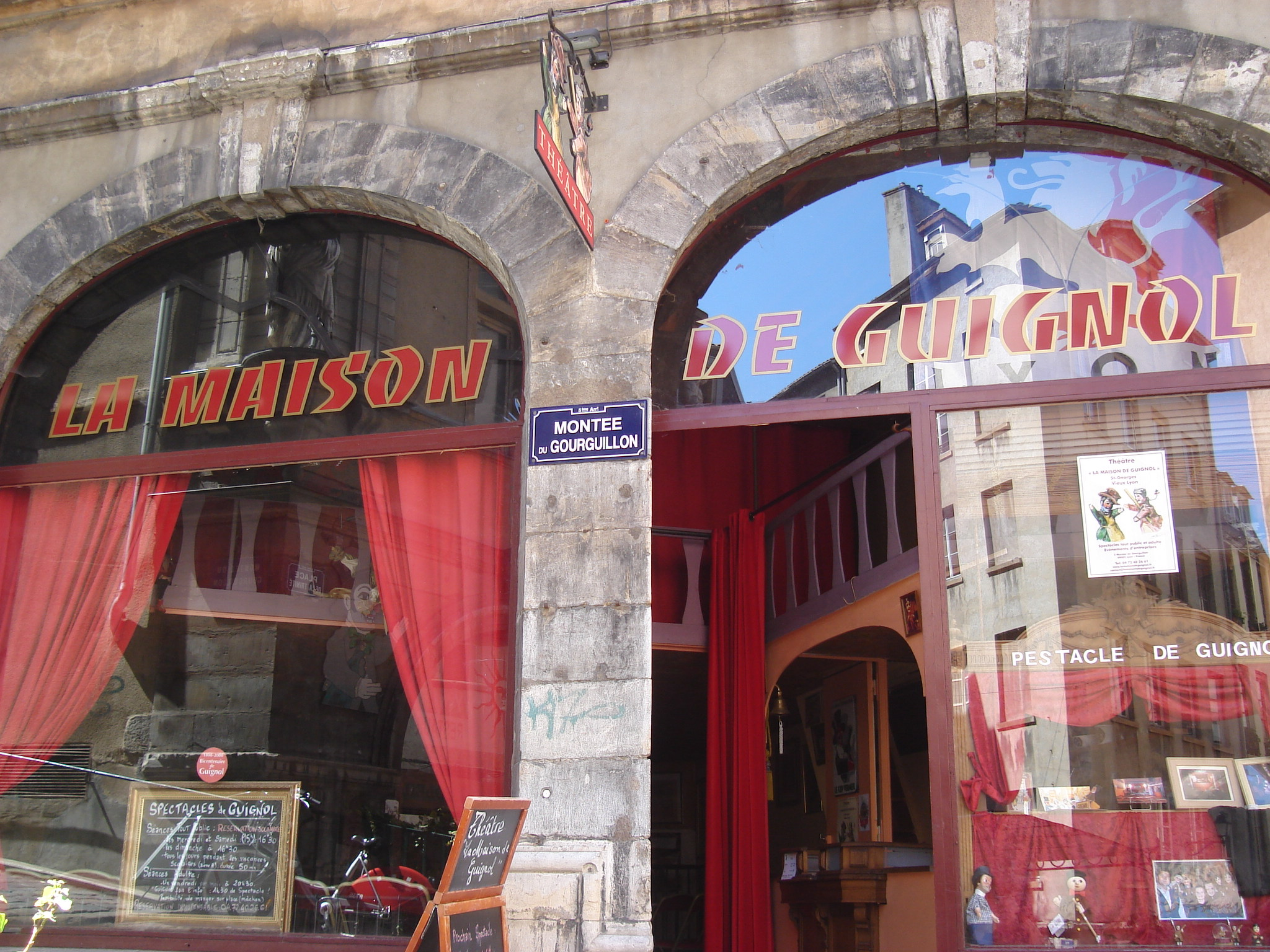
La casa dei burattini sulla stessa piazza

### Saint-Jean in centro
Saint-Jean è il quartiere più famoso e più turistico della Vieux Lyon. La sua arteria principale è rue Saint-Jean, che attraversa il distretto fino al quartiere Saint-Paul. Ha molte curiosità architettoniche, in particolare i traboule. Vi sono cortili interni molto belli, spesso insospettabili e che conservano le loro caratteristiche medievali. La zona, prevalentemente pedonale, permette piacevoli passeggiate.
Nel quartiere si trova la Cattedrale e l'ensemble Gadagne, un magnifico edificio rinascimentale classificato come monumento storico, che ospita il Museo di storia di Lione e il Museo delle arti delle marionette.

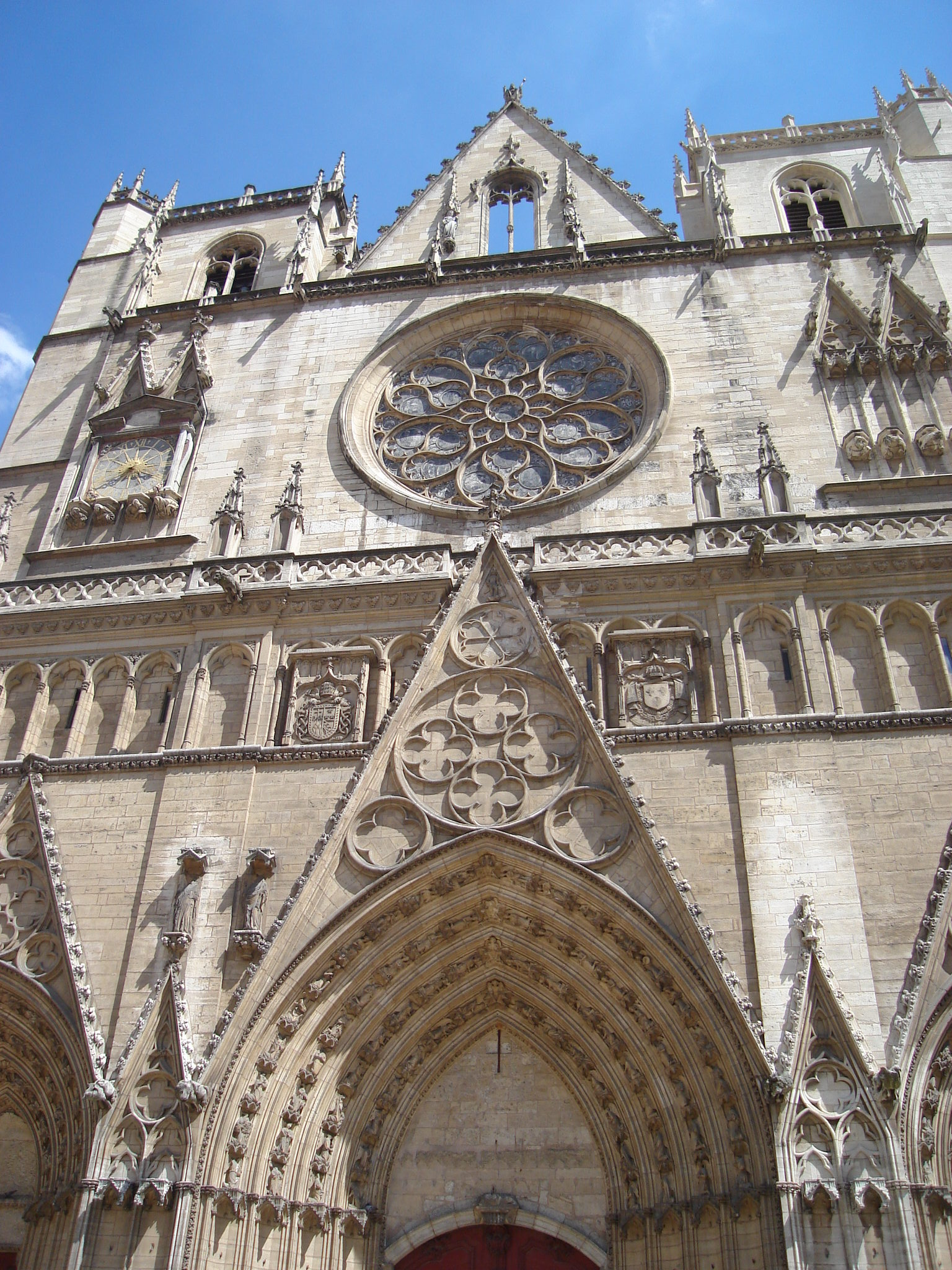
Cattedrale di San Giovanni
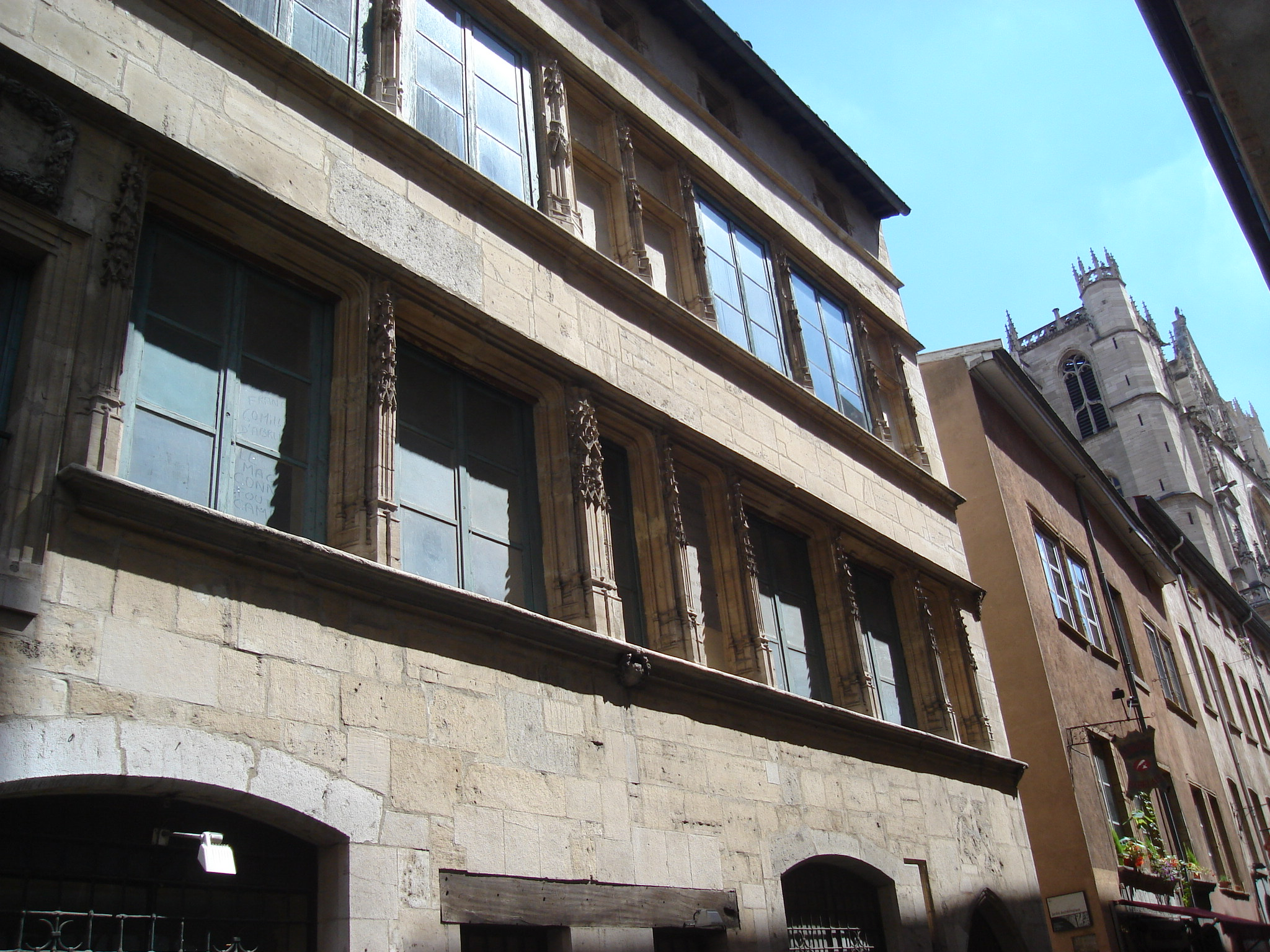
Maison du Chamarier
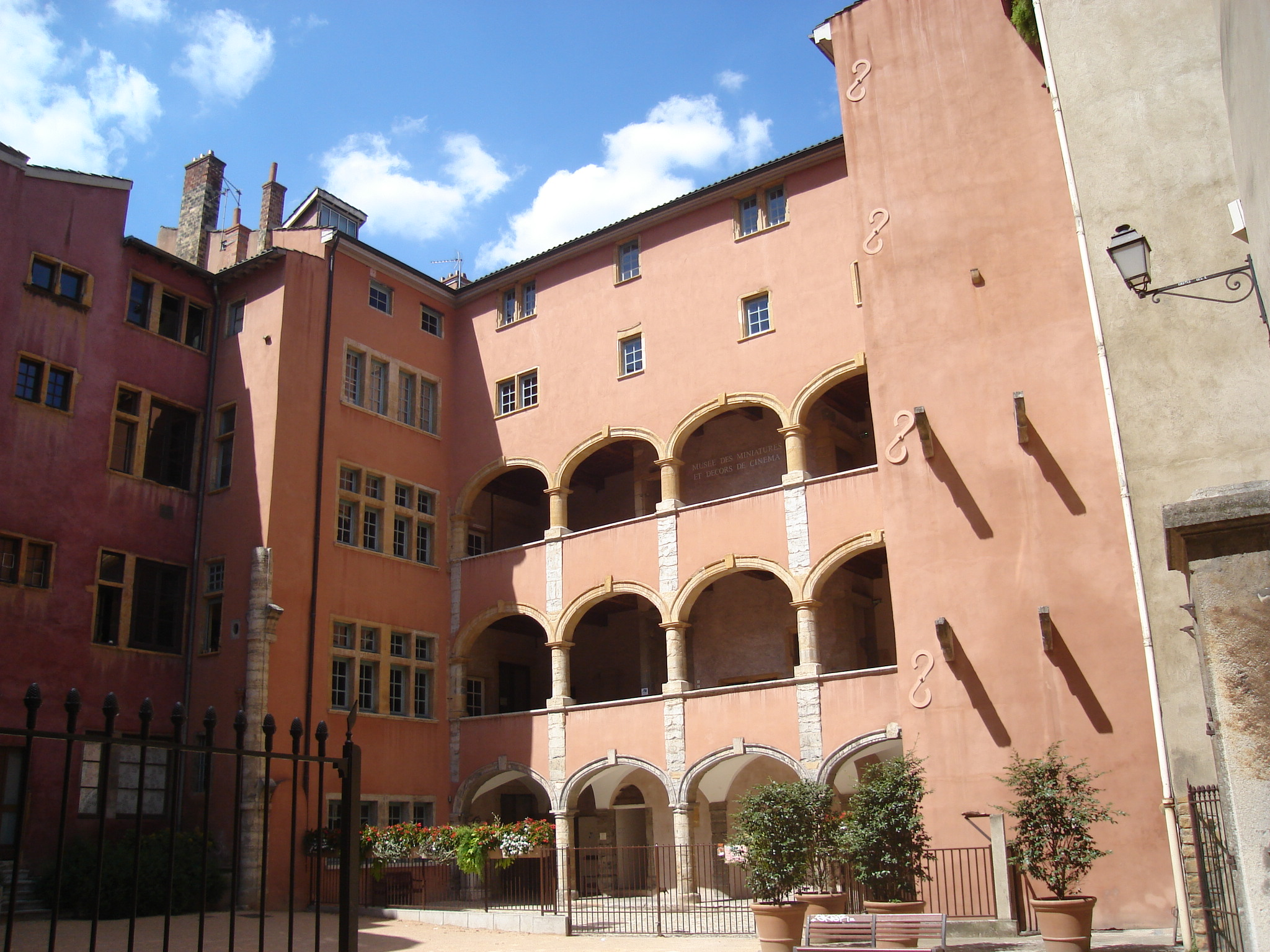
Camera degli avvocati
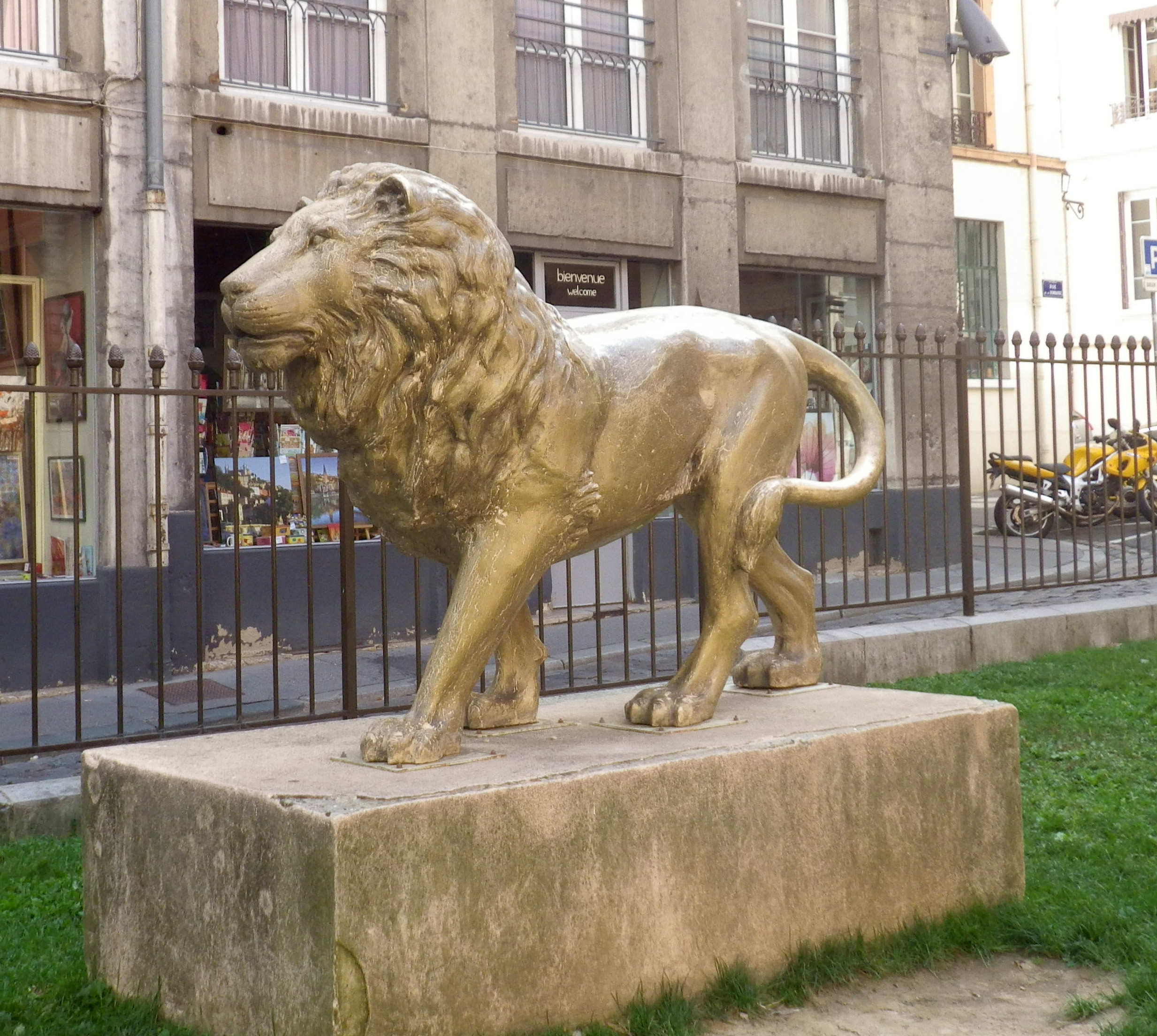
Leone in resina creato per un concorso indetto dalla città di Lione.
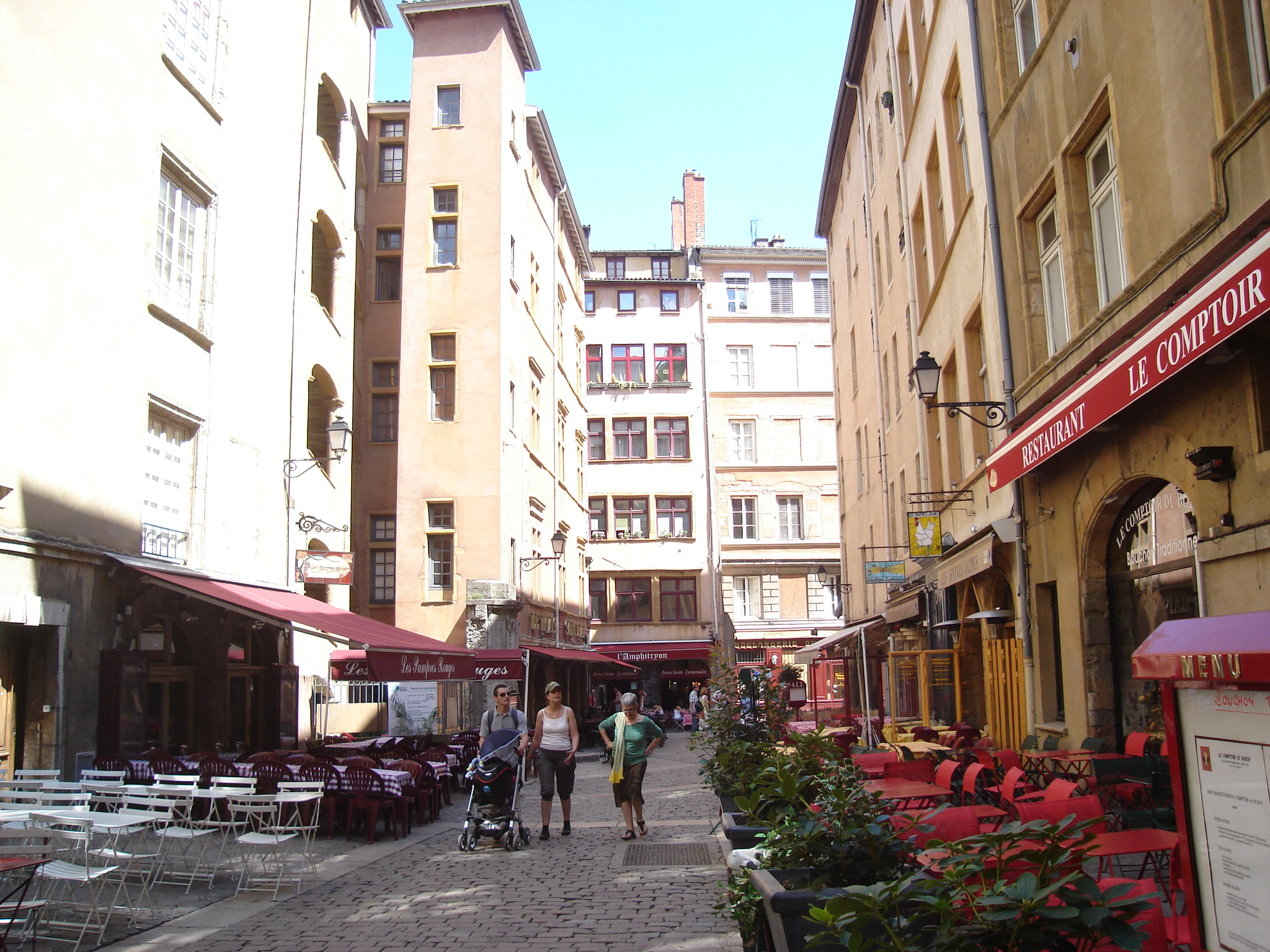
Place neuve Saint-Jean
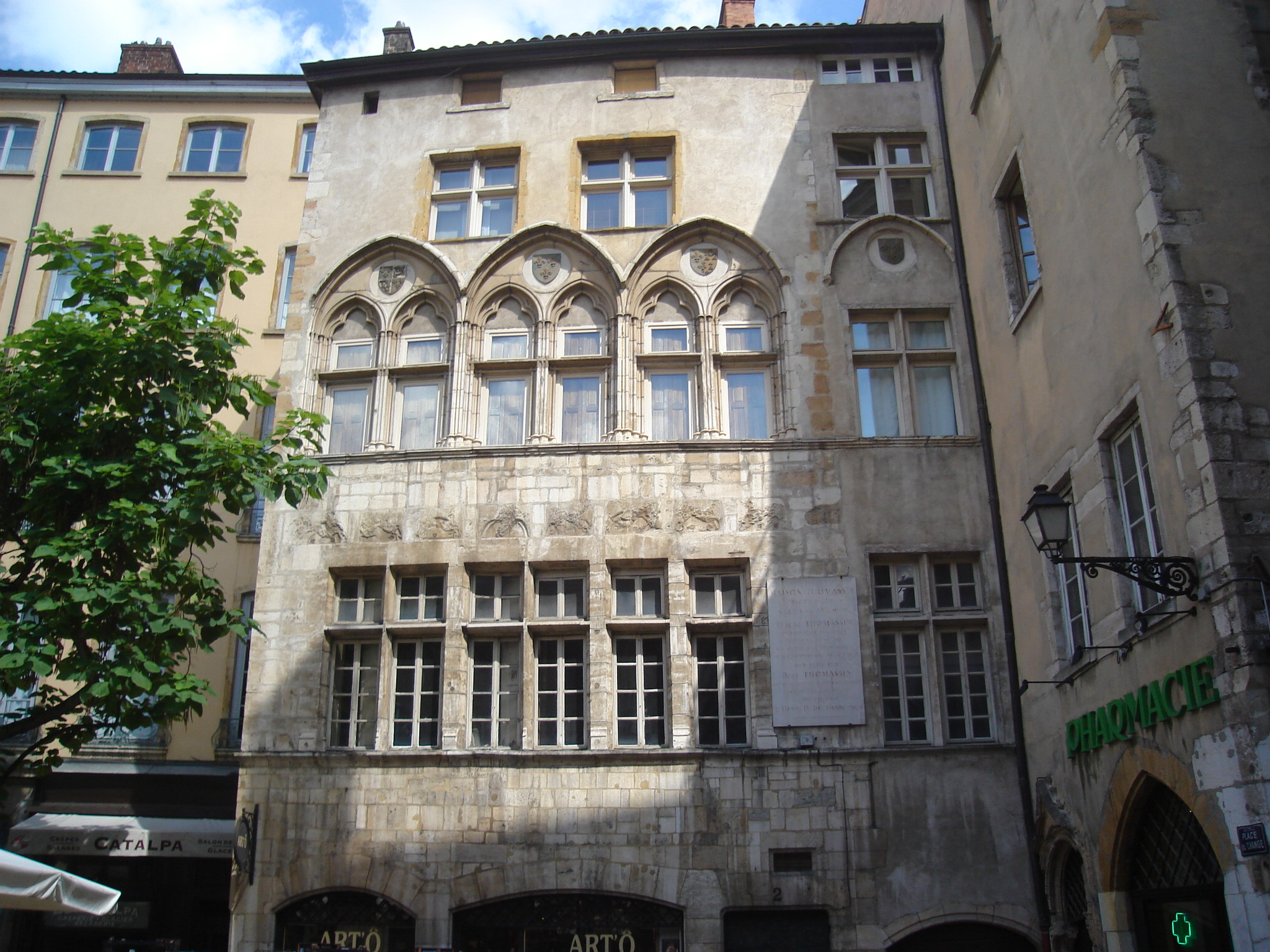
Facciata della vecchia Lione
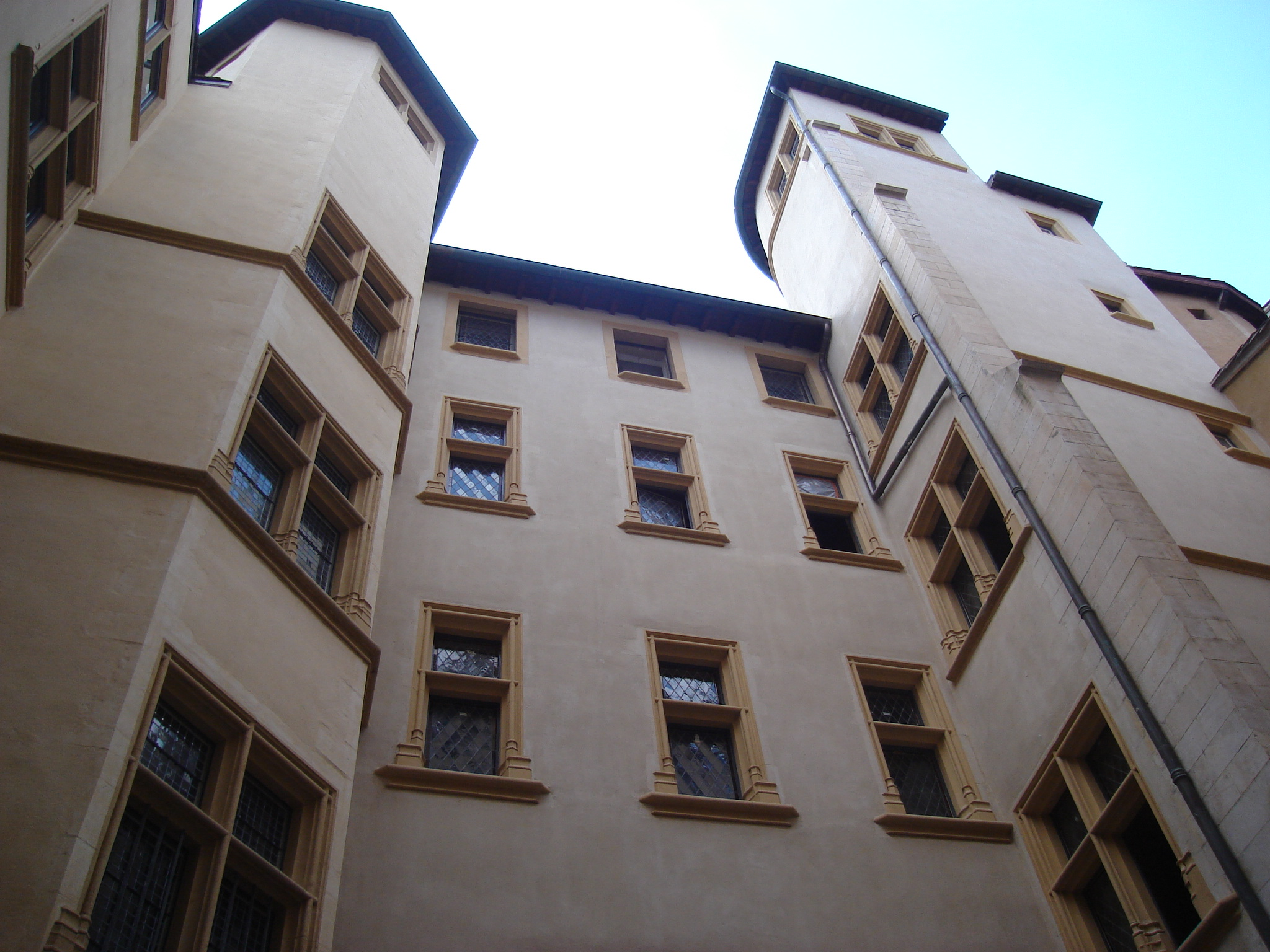
I Musées Gadagne
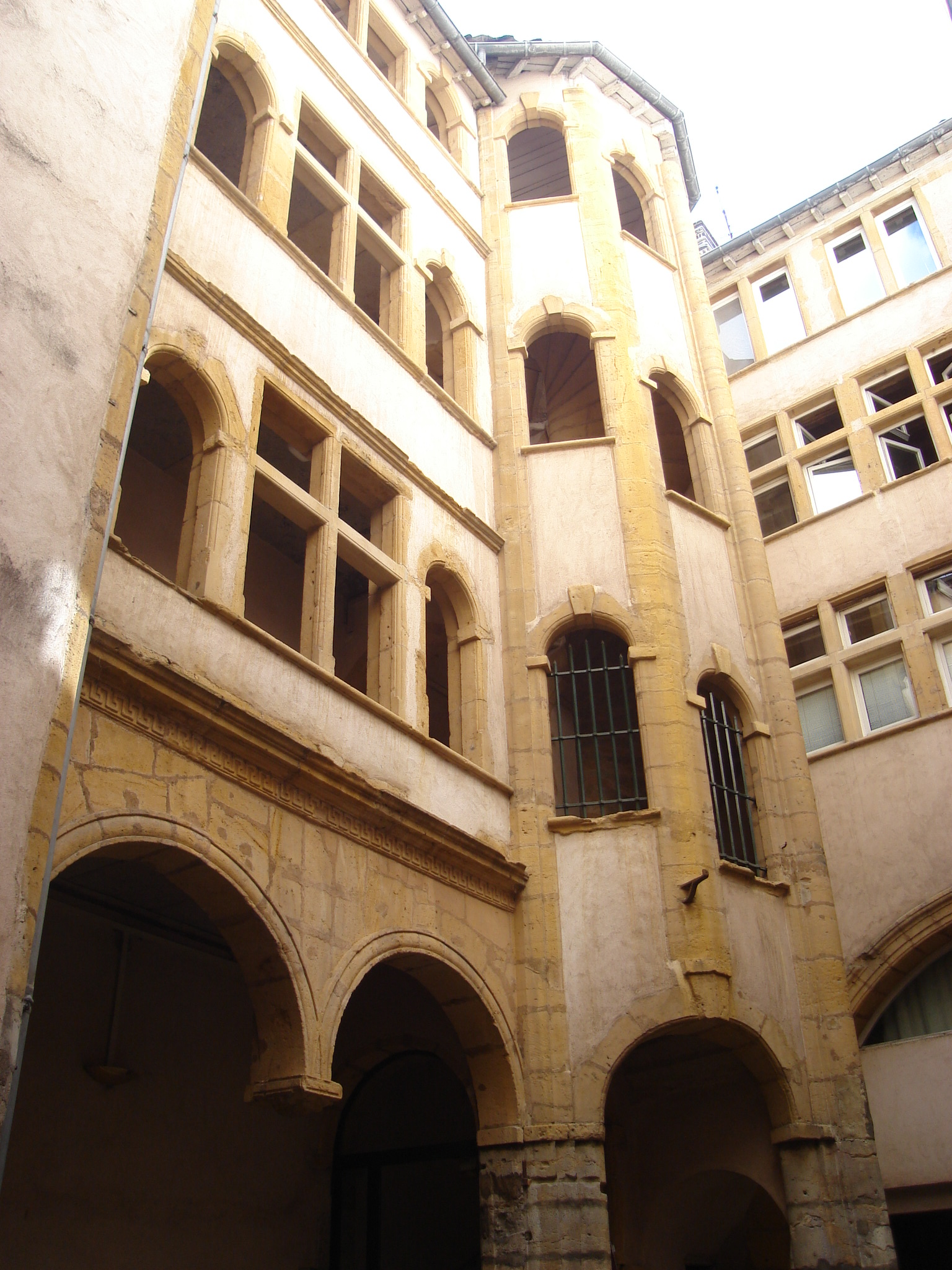
Traboule
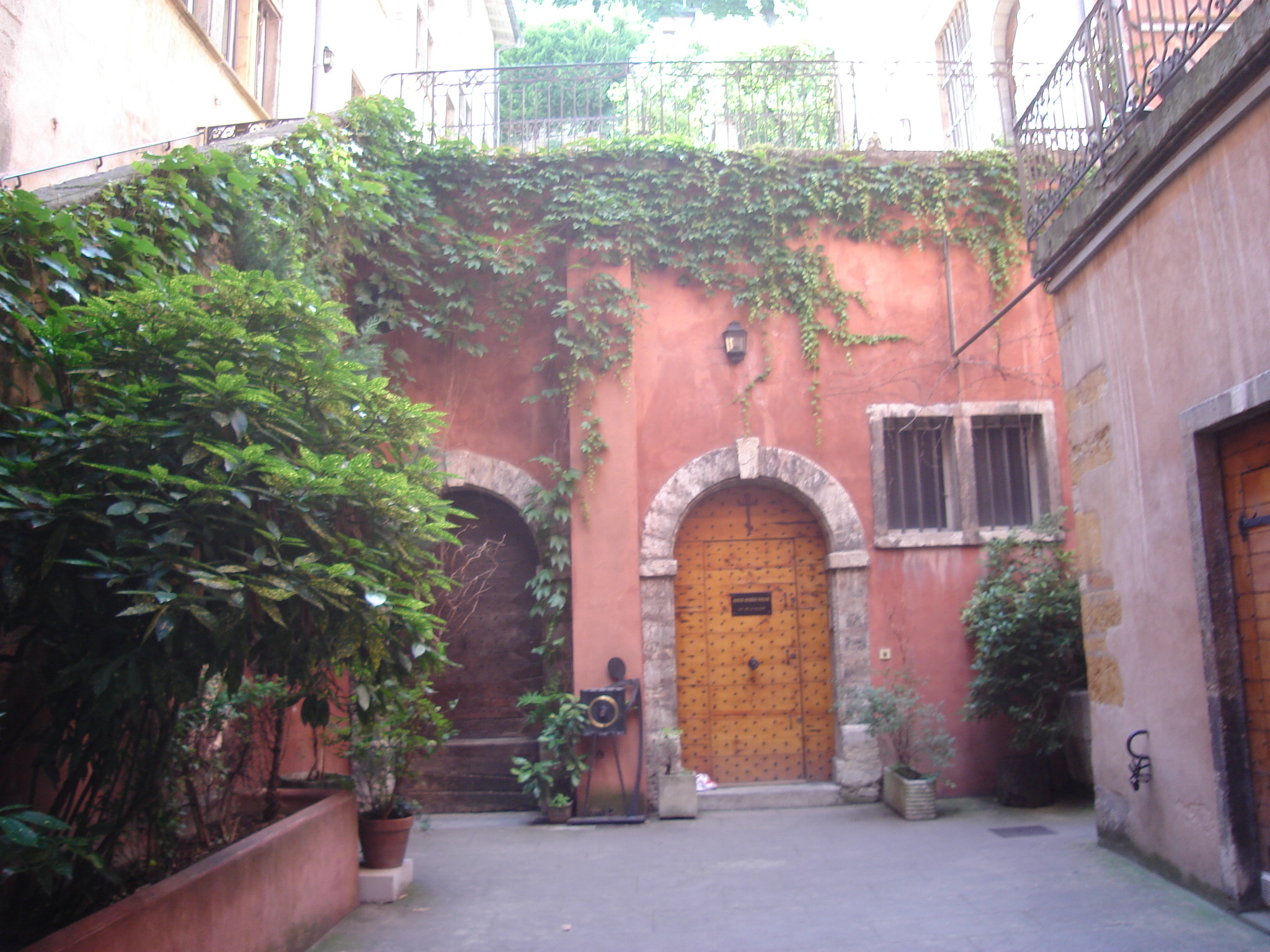
Cortile della Torre Rosa
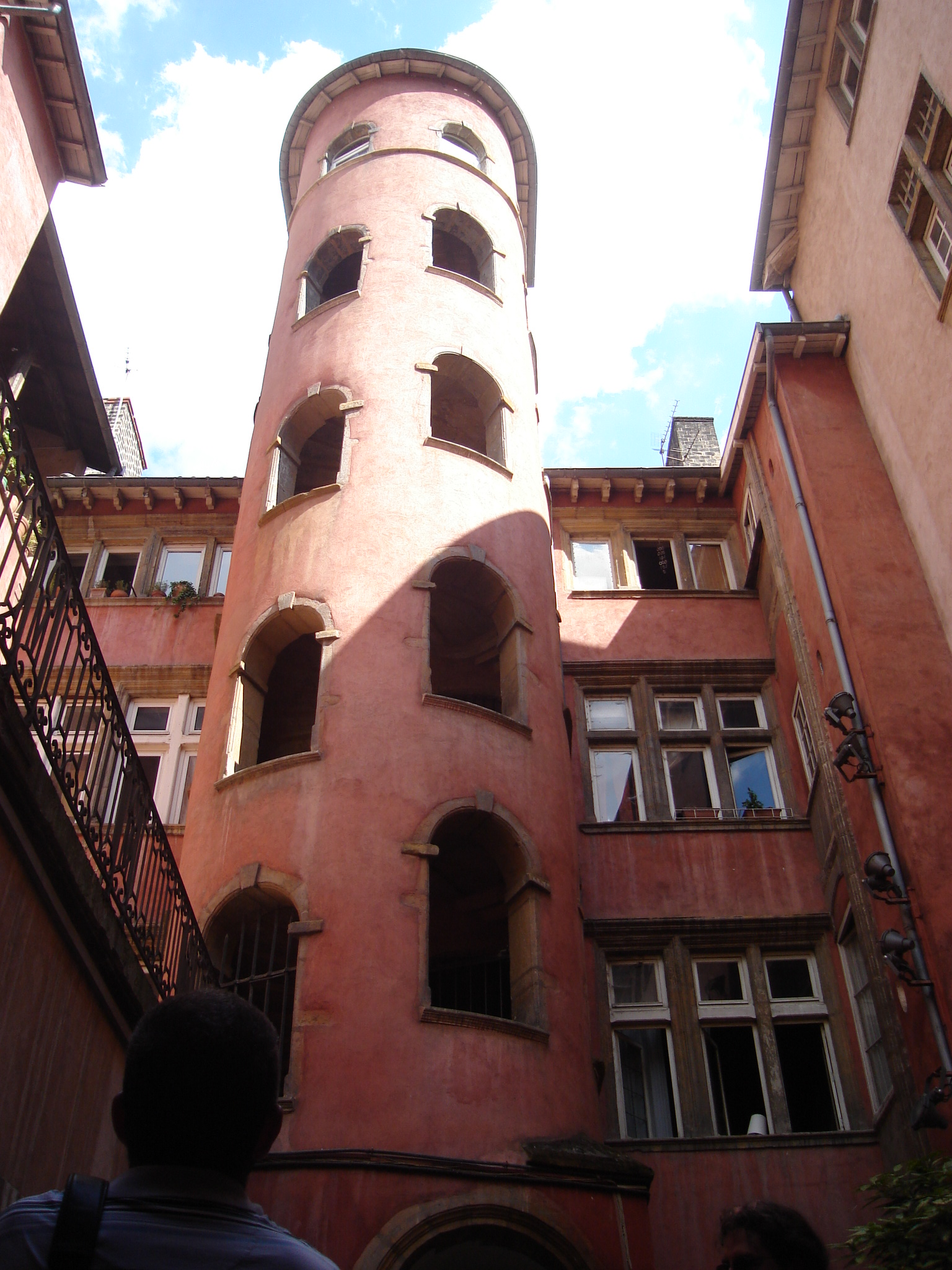
Traboule dela Torre Rosa
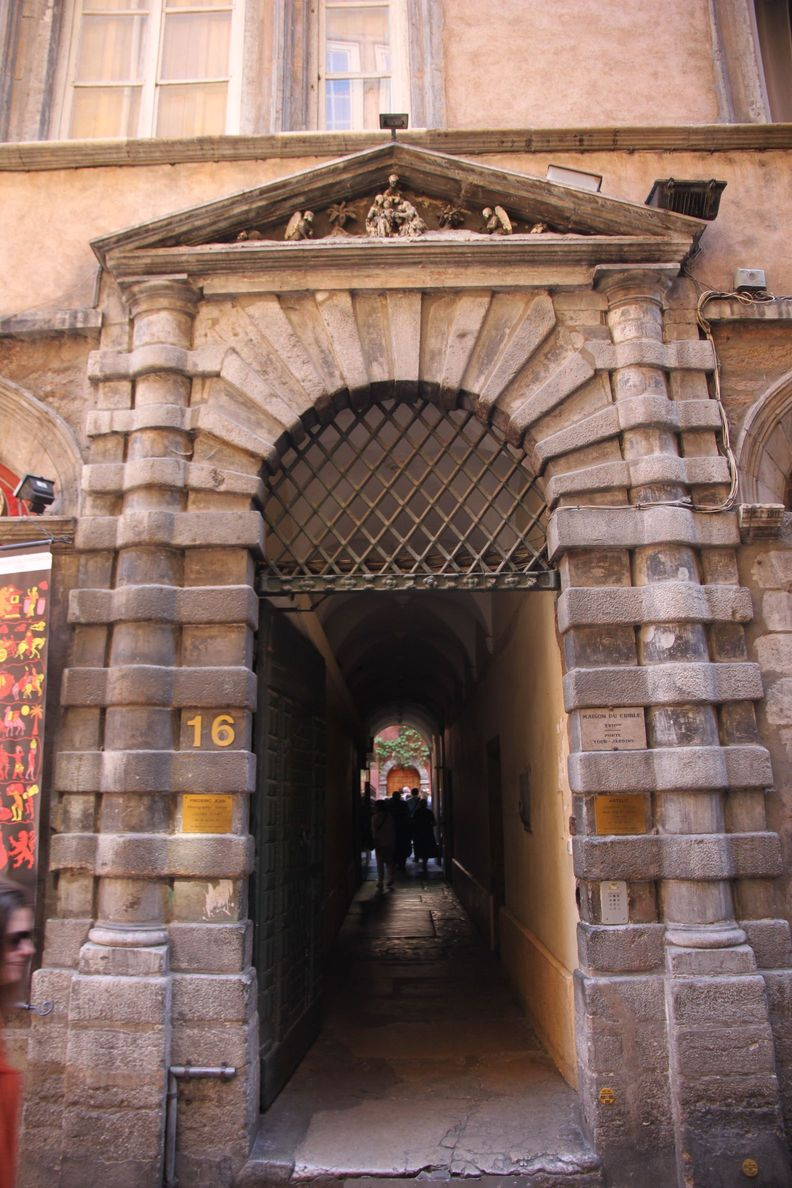
Portale rinascimentale della Torre Rosa
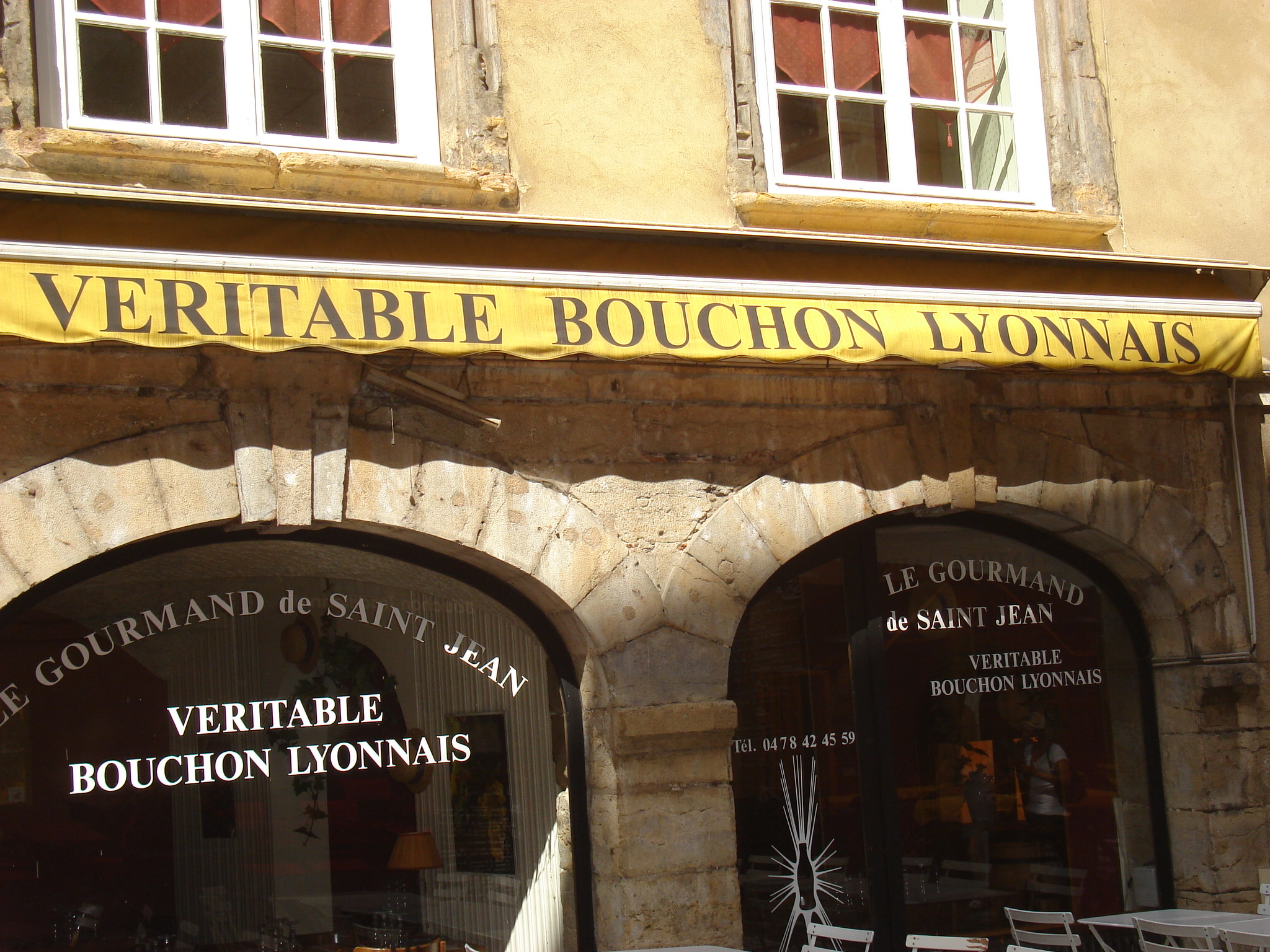
Bouchon lyonnais
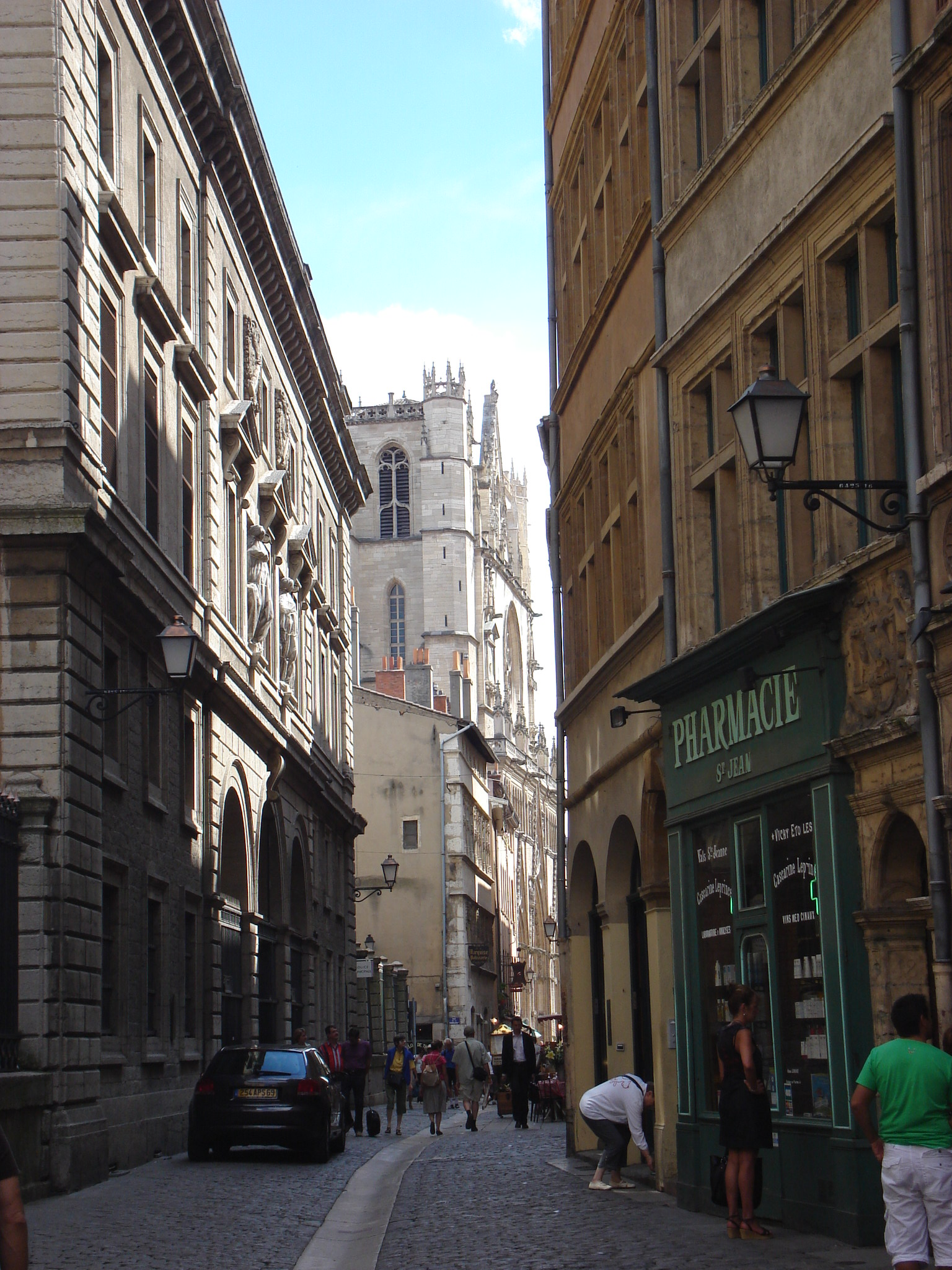
Rue Saint-Jean

### Saint-Paul a nord
Saint-Paul è il quartiere che circonda la stazione Saint-Paul e la chiesa omonima. È il distretto scolastico di Vieux Lyon, con due istituti principali (privati), dei maristi e dei lazzaristi. Il ponte Feuillée lo collega con la banchina Saint-Vincent e il Terreaux. Questo quartiere ha subito un grande cambiamento alla fine del XIX secolo con la costruzione della stazione Saint-Paul. Molti vecchi edifici furono abbattuti per l'apertura di rue Octavio-Mey e per la costruzione del Palais Bondy e del College Hotel.
Questo quartiere ha fatto da sfondo al film L'orologiaio di Saint-Paul di Bertrand Tavernier, il cui negozio si trovava in rue de la Loge, proprio accanto a rue Juiverie, che prende il nome dal fatto che i lionesi d'obbedienza giudaica occupavano questo quartiere nel Medioevo.

#### Siti notevoli
- Place Saint-Paul: nel 1873 fu costruita la stazione che serve la valle Azergues a nord di Lione.
- La Chiesa di San Paolo ha subito i capricci del tempo: costruita per la prima volta nel 549, fu devastata dai Saraceni e ricostruita nel XII secolo. Una guglia e il portale neogotico furono aggiunti nel 1875-1877. Ha un lucernario romanico diviso in due cupole ottagonali nella parte superiore dell'edificio. Si può osservare l'edificio beneficiando di una visione generale dalla place Jean Gerson, che prende il nome dal teologo sepolto nella chiesa nel 1428. Sulla piazza si trova la casa Mourguet dove il creatore del Grand Guignol rappresentava i suoi spettacoli. Ha una torretta quadrata a sbalzo.

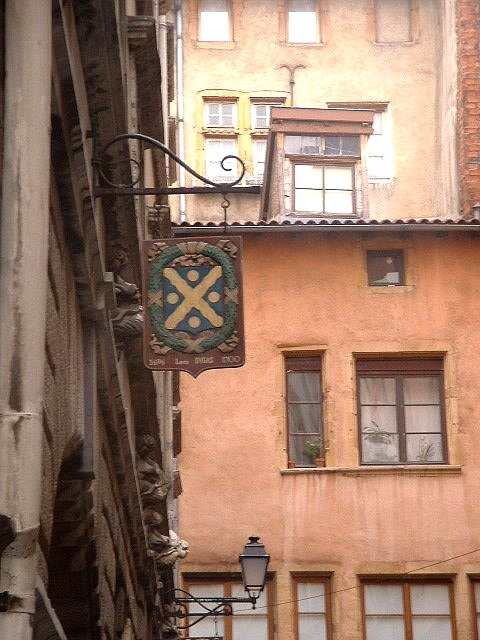
Rue Juiverie
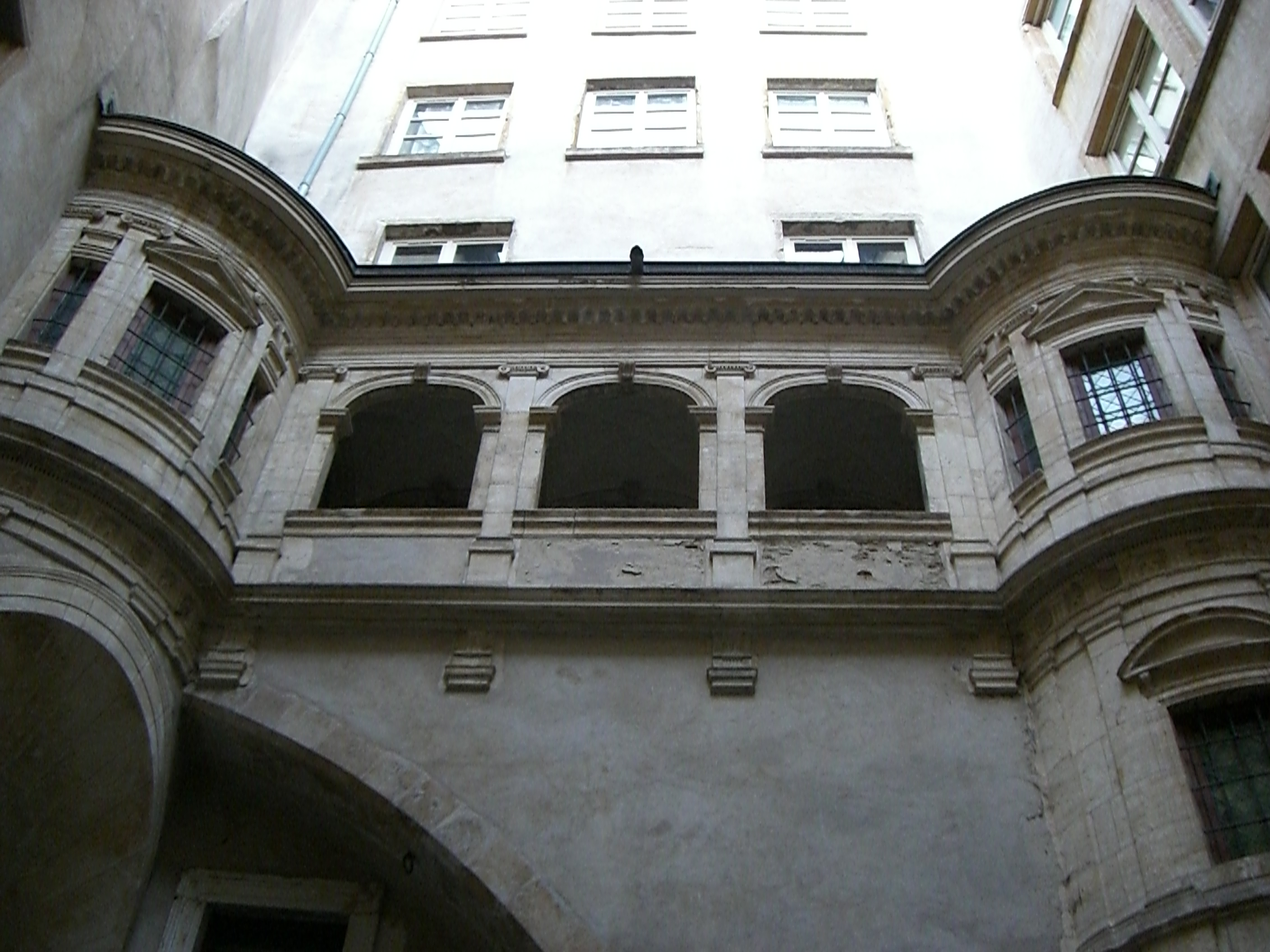
Hôtel de Bullioud
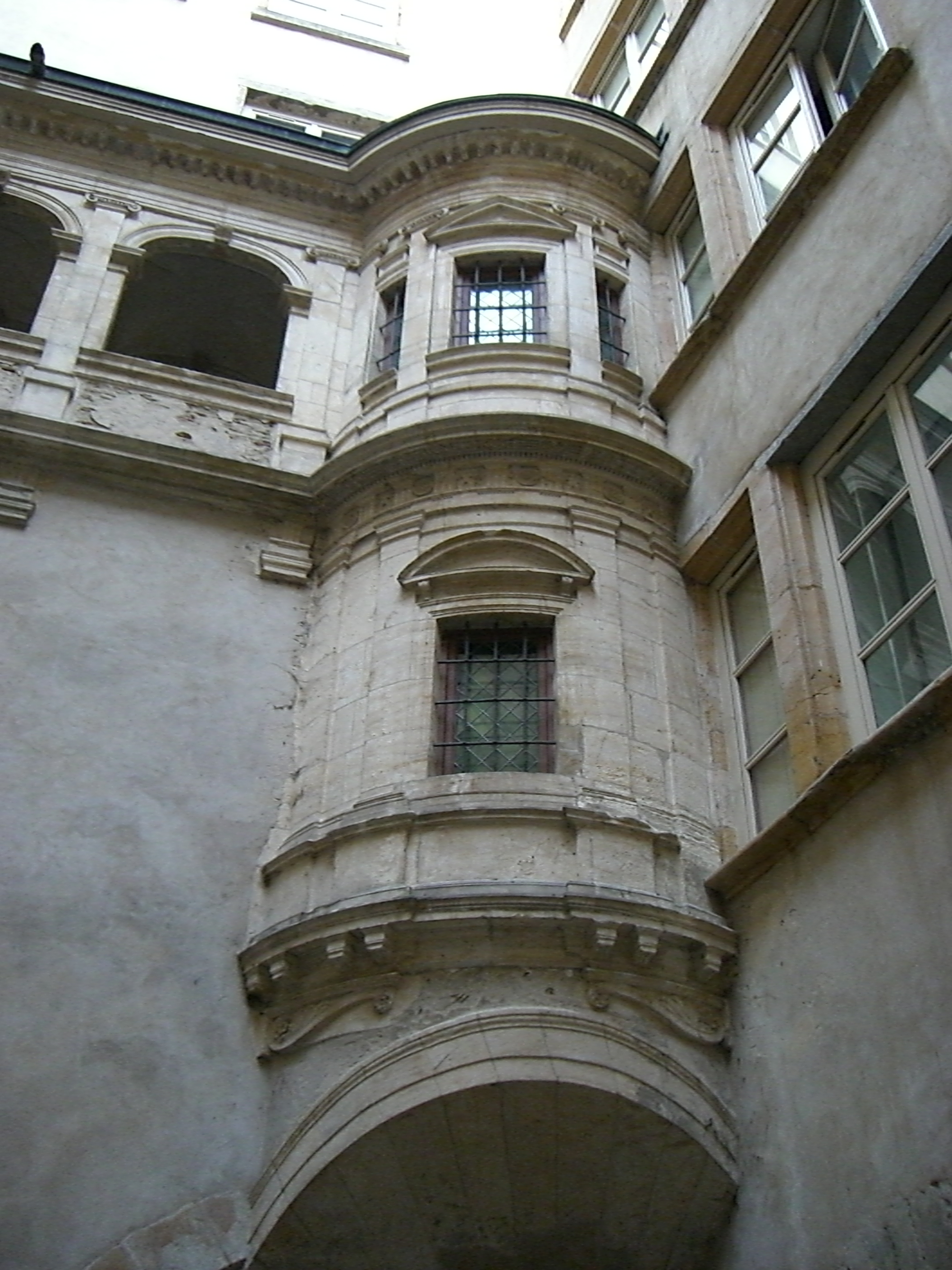
Hôtel de Bullioud
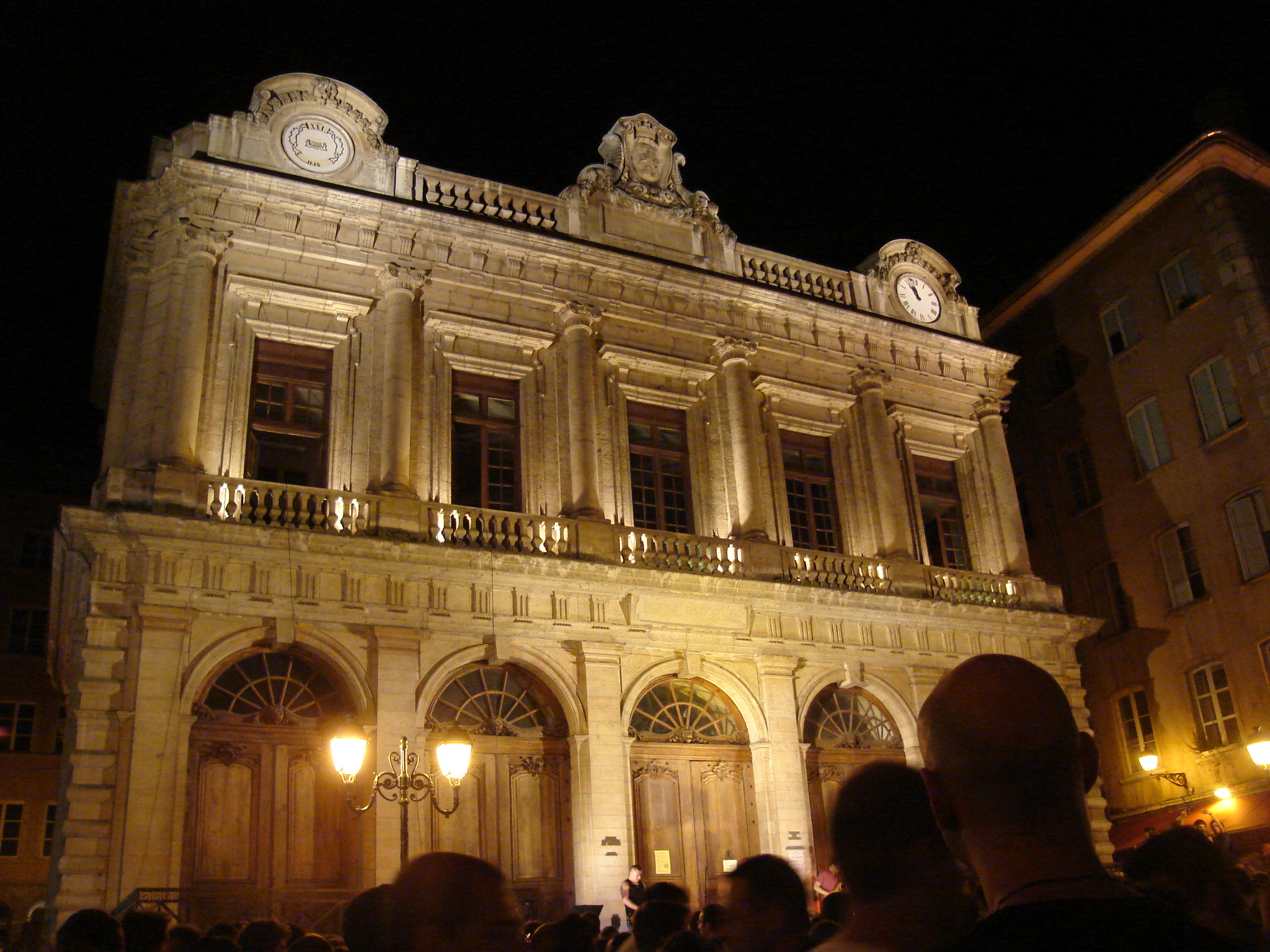
Temple du Change

## Architettura
Il distretto è classificato come patrimonio dell'umanità dall'UNESCO.
L'architettura della Vieux Lyon risale al Rinascimento, quando giunsero i fiorentini che formavano la corte che accompagnò Caterina de' Medici quando sposò il secondo figlio del re di Francia Francesco I. Da questo matrimonio reale, tra Italia e Francia, Vieux Lyon ereditò un'architettura con balconi nei cortili interni che si possono trovare nei palazzi di Firenze.
Un vero profumo del sud e dell'Italia emana dai suoi vicoli fiancheggiati da facciate colorate e botteghe artigiane e di tappi di sughero di Lione.
Fortunatamente, è sfuggito ai numerosi progetti di modifiche distruttive, soprattutto nel XIX secolo, anche se molti edifici furono distrutti, in particolare per la costruzione della stazione Saint-Paul, e quando Louis Pradel, soprannominato "Le Bétonneur" (o "Zizi-Béton"), era sindaco di Lione.
Vieux Lyon è il primo distretto in Francia ad essere oggetto di un'operazione programmata di miglioramento degli alloggi (OPAH), finanziata dalla Agence nationale d'amélioration de l'habitat (ANAH). L'obiettivo di tale misura è valorizzare i vecchi centri delle grandi città tutelando il patrimonio culturale che questi quartieri rappresentano.

### Traboules
I traboules sono passaggi tra edifici che consentono di collegare due strade. Sono abitati e si affacciano tutti su una corte interna dove c'è l'accesso alle abitazioni.
La parola traboule deriverebbe dal verbo trabulare, contrazione in latino volgare di un ipotetico transambulare, composto da trans- ("attraverso") e ambulare ("andare in giro")  che significa "passare attraverso".
I primi traboule furono costruiti nel IV secolo ed erano utilizzati per raggiungere rapidamente la Saona; erano anche usati dai canut per trasportare facilmente le merci nelle strade intorno ai laboratori di tessitura.
Al giorno d'oggi, alcuni traboule possono essere visitati: una quarantina di essi sono aperti al pubblico gratuitamente con convenzioni tra Comune e privati. La città di Lione contribuisce ai costi di manutenzione, pulizia, illuminazione e fino al 70% ai lavori di restauro da parte dei proprietari, in cambio di una servitù di passaggio perché questi restano per lo più privati.

## Conservazione

### L'associazioneLa Renaissance du Vieux Lyon
La Renaissance du Vieux-Lyon è un'associazione di diritto del 1901 creata nel 1946.
Il settore salvaguardato è stato creato nel 1964.
Oggi, il Rinascimento della Vieux-Lyon (chiamato anche RVL) lavora per preservare e valorizzare il patrimonio nei tre quartieri, ma anche nell'intera metropoli. Garantisce inoltre il regolare svolgimento della vita di quartiere e funge da ufficio informazioni per turisti, residenti, studenti e ricercatori. L'associazione ha ispirato altri gruppi dello stesso tipo, come la Renaissance du Vieux Limoges, a Limoges, creata nel 1973.

### Inserimento nel patrimonio mondiale
L’associazione Renaissance du Vieux Lyon è stata la promotrice della presentazione della candidatura di Lione per l'inserimento nel patrimonio dell'umanità istituito dall'UNESCO.
Il distretto è stato classificato come patrimonio dell'umanità dal 1998. La classificazione include Vieux-Lyon e Fourvière, le piste de La Croix-Rousse e della Presqu'île (da Boulevard de la Croix-Rousse a nord ad Ainay, rue Franklin, a sud).

## Accesso
Questo sito è servito dalla stazione della metropolitana Vieux Lyon - Cathédrale Saint-Jean. C'è anche la funicolare per raggiungere la basilica di Notre-Dame de Fourvière e il teatro antico sulla collina.

## Galleria d'immagini

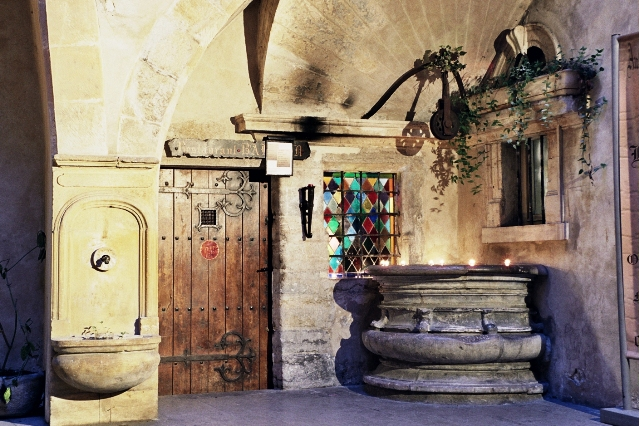
Pozzo del cortile Philibert Delorme, rue Juiverie
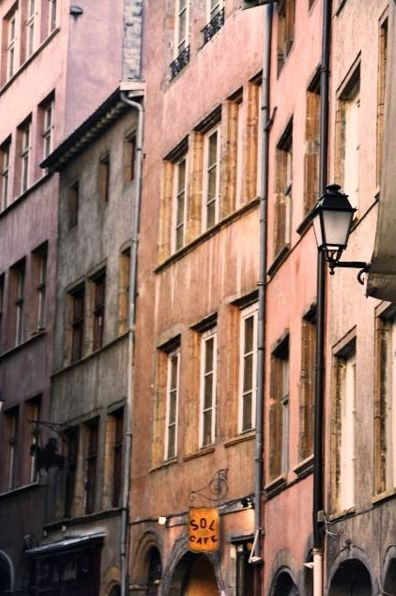
Facciate di rue du Bœuf
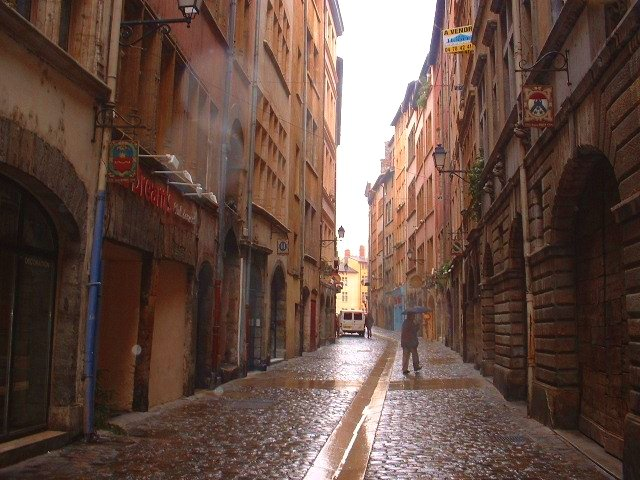
La rue Juiverie sotto la pioggia.
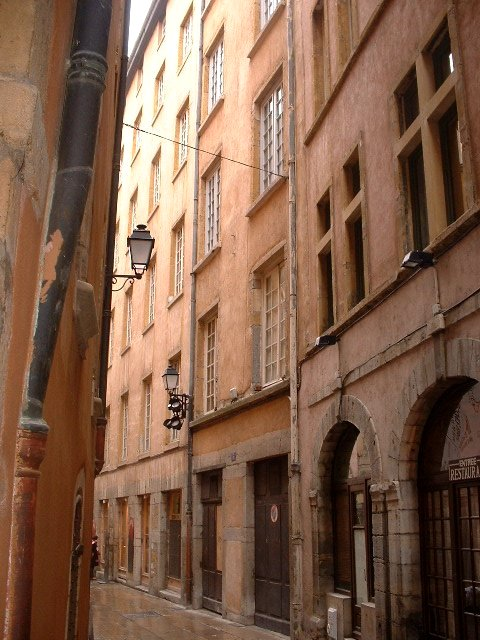
Rue Gadagne, dove si trova l'omonimo museo
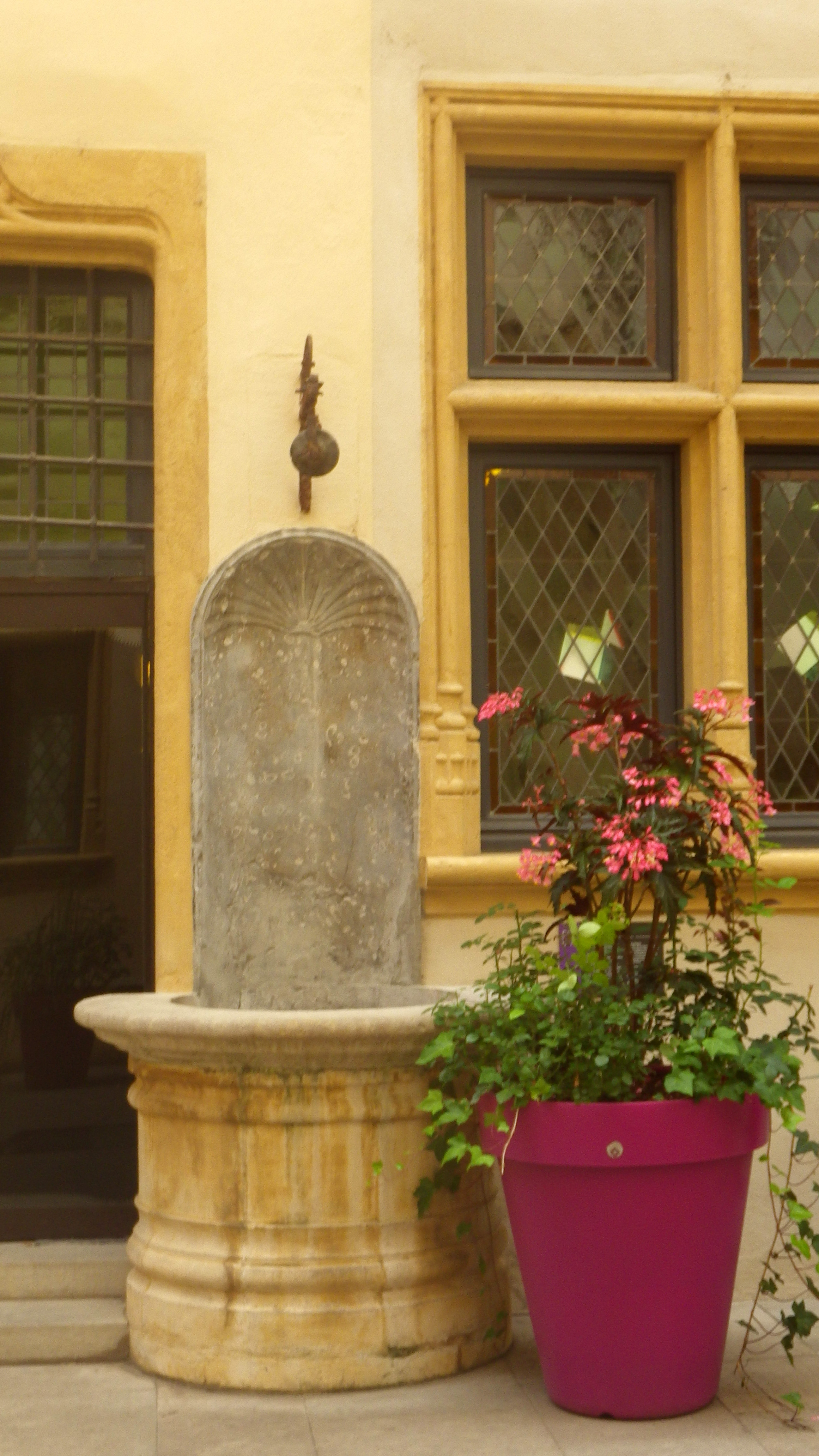
Piccola fontana rinascimentale situata nel cortile dei Musei Gadagne nella "Vieux Lyon".
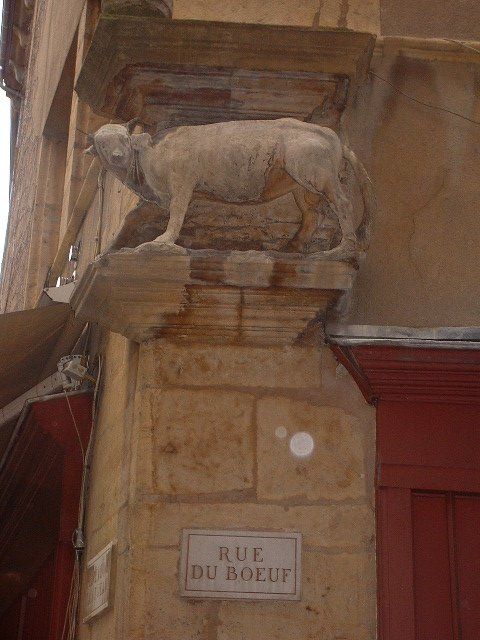
Statua all'angolo tra rue du Bœuf e place neuve Saint-Jean

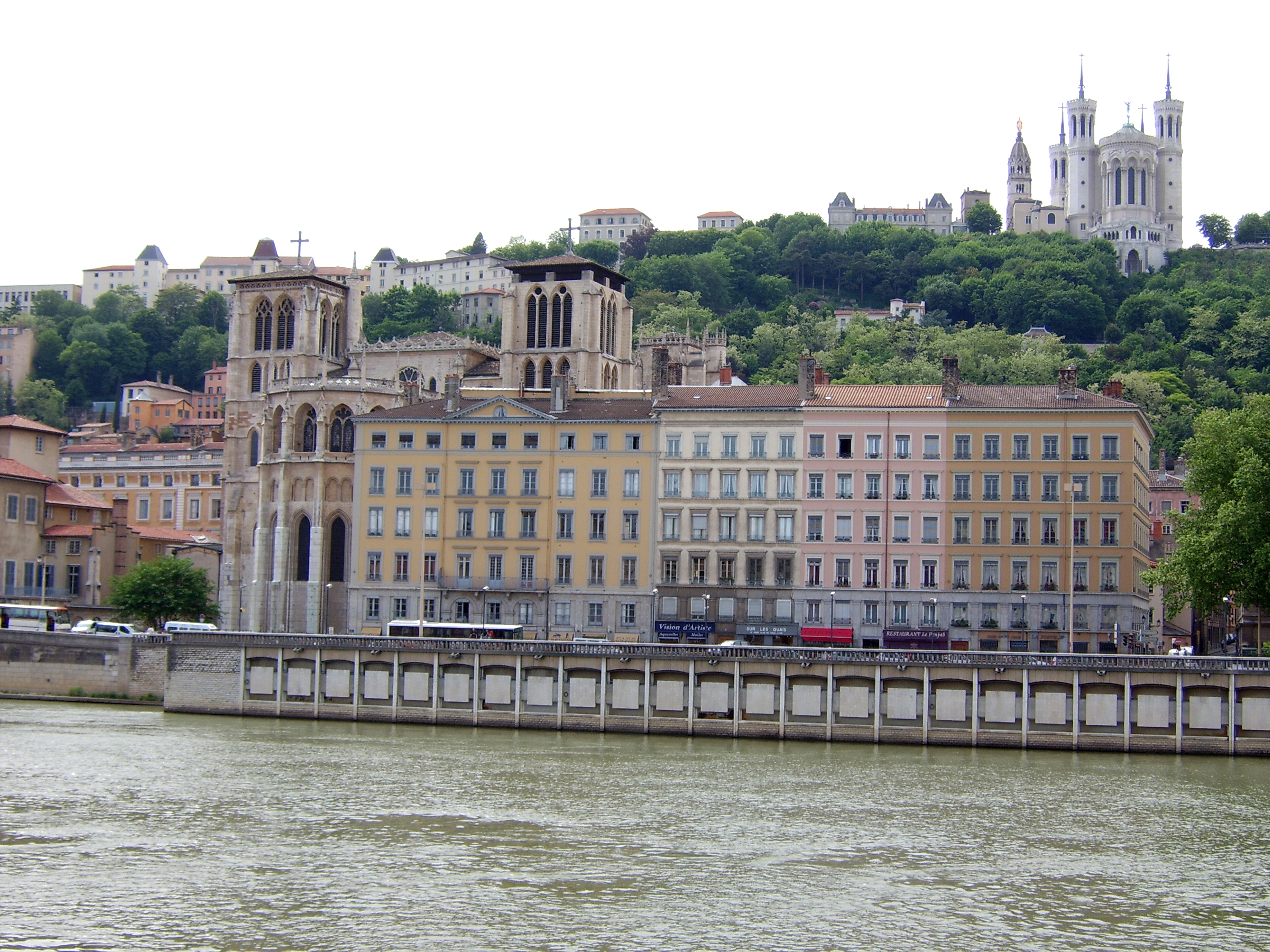
La Cattedrale e la Saona, dominata dalla Fourvière
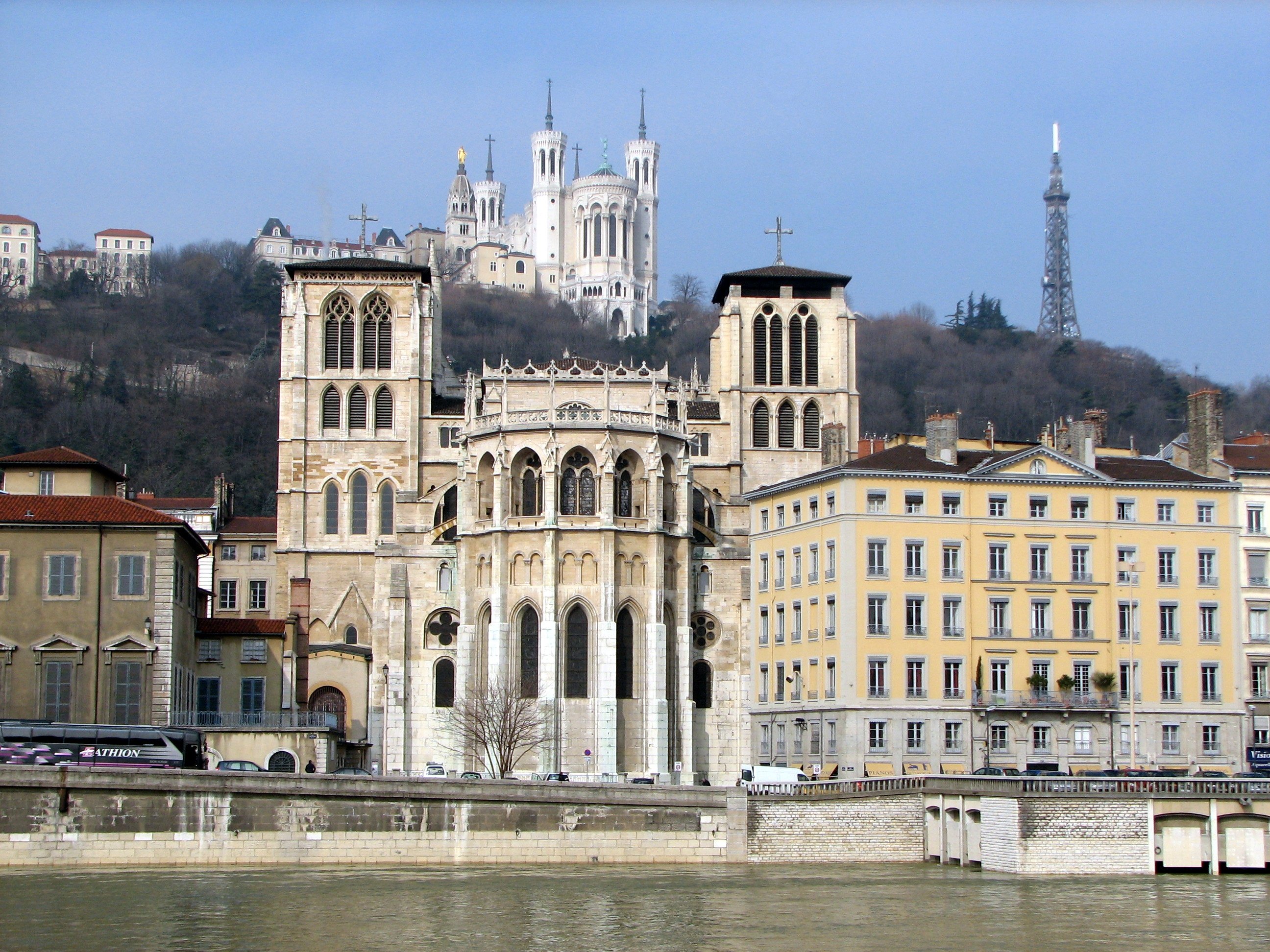
La Saona e la primaziale di Saint-Jean in primo piano e la basilica di Notre-Dame de Fourvière sullo sfondo
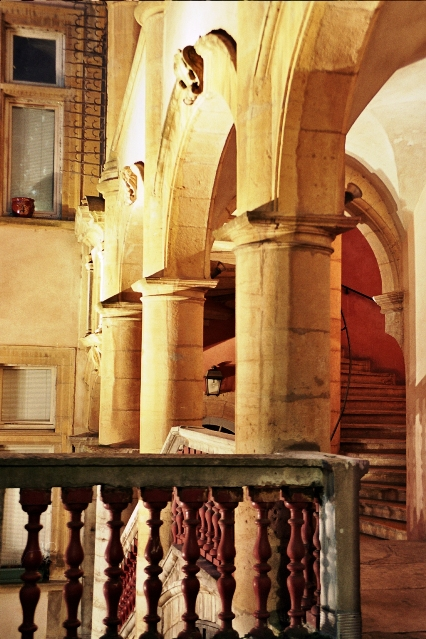
Facciata nel quartiere Saint-Paul
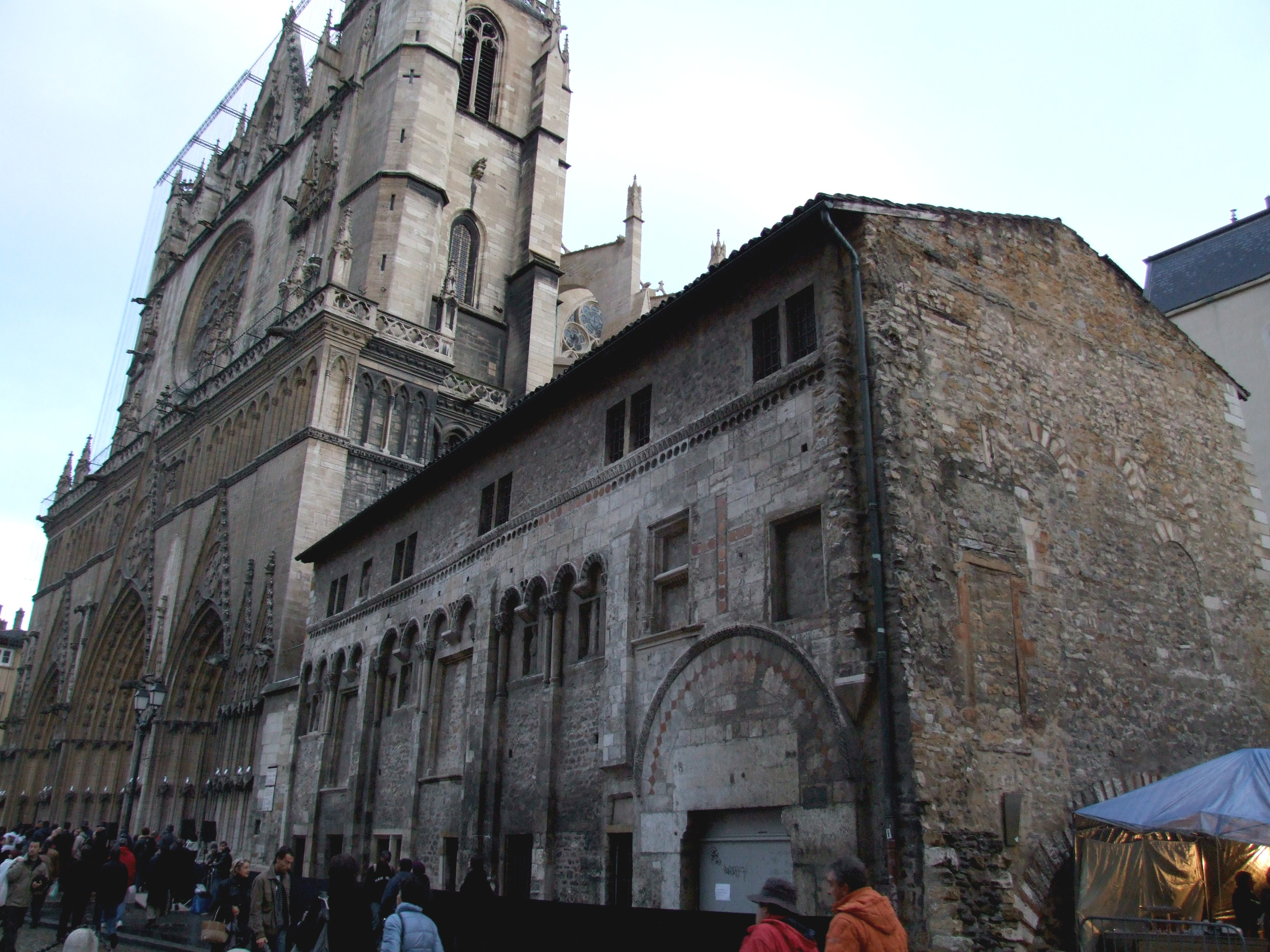
Cattedrale di Saint-Jean e Manécanterie (scuola corale, uno degli edifici più antichi di Lione)